# Manuel Fettner
Manuel Fettner (Wenen, 17 juni 1985) is een Oostenrijkse schansspringer.

## Carrière
Fettner maakte zijn wereldbekerdebuut op 4 januari 2001 in Innsbruck. Twee dagen later scoorde hij met een vijfde plaats in Bischofshofen zijn eerste wereldbekerpunten. Op 29 december 2010 stond de Oostenrijker voor de eerste maal in zijn carrière op het podium van een wereldbekerwedstrijd. 
Tijdens de wereldkampioenschappen schansspringen 2013 in Val di Fiemme eindigde Fettner als vijftiende op de grote schans en als twintigste op de normale schans. In de landenwedstrijd werd hij samen met Wolfgang Loitzl, Thomas Morgenstern en Gregor Schlierenzauer wereldkampioen. Op de wereldkampioenschappen skivliegen 2016 in Bad Mitterndorf eindigde hij als 25e in de individuele wedstrijd, in de landenwedstrijd legde hij samen met Stefan Kraft, Manuel Poppinger en Michael Hayböck beslag op de bronzen medaille. Tijdens de Wereldkampioenschappen schansspringen 2017 eindigde hij 12e op de normale schans en 18e op de grote schans. Samen met Michael Hayböck, Stefan Kraft] en Gregor Schlierenzauer behaalde Fettner de bronzen medaille op de landenwedstrijd.
In 2018 maakte Fettner zijn olympisch debuut op de Olympische Winterspelen 2018 in Pyeongchang. Hij eindigde 23e op de normale schans en 32e op de grote schans. In de landenwedstrijd eindigde hij op de 4e plaats.

## Resultaten

### Olympische Winterspelen
| Jaar | Plaats      | Resultaten                                             |
| ---- | ----------- | ------------------------------------------------------ |
| 2018 | Pyeongchang | 23e normale schans 32e grote schans 4e landenwedstrijd |

### Wereldkampioenschappen
| Jaar | Plaats        | Resultaten                         |
| ---- | ------------- | ---------------------------------- |
| 2013 | Val di Fiemme | 20e HS106 · 15e HS134 · Team HS134 |
| 2017 | Lahti         | 12e HS100 · 18e HS130 · Team HS130 |
| 2019 | Seefeld       | 24e HS 130                         |

### Wereldkampioenschappen skivliegen
| Jaar | Plaats          | Resultaten             |
| ---- | --------------- | ---------------------- |
| 2016 | Bad Mitterndorf | 25e HS225 · Team HS225 |

### Wereldbeker
Eindklasseringen
| Seizoen   | Algm | SV  | 4S  | NT  | RAW |
| --------- | ---- | --- | --- | --- | --- |
| 2000/2001 | 54e  | –   | 45e | –   |     |
| 2001/2002 | 58e  | –   | 32e | –   |     |
| 2004/2005 | –    | –   | 65e | 52e |     |
| 2005/2006 | 42e  | –   | 42e | 46e |     |
| 2006/2007 | 48e  | –   | 30e | –   |     |
| 2007/2008 | 29e  | –   | 26e | 23e |     |
| 2008/2009 | 66e  | –   | 63e | –   |     |
| 2009/2010 | 39e  | –   | 47e | 18e |     |
| 2010/2011 | 12e  | 37e | 4e  |     |     |
| 2011/2012 | 41e  | –   | 32e |     |     |
| 2012/2013 | 30e  | 48e | 32e |     |     |
| 2013/2014 | 46e  | –   | 52e |     |     |
| 2014/2015 | 33e  | 25e | 39e |     |     |
| 2015/2016 | 24e  | 21e | 18e |     |     |
| 2016/2017 | 10e  | 22e | 5e  |     | 17e |
| 2017/2018 | 27e  | 48e | 31e |     | 50e |
| 2018/2019 | 31e  | 51e | 24e |     | 30e |
| 2019/2020 | -    | -   | 58e |     | -   |

### Grand-Prix
Eindklasseringen
| Jaar | Plaats |
| ---- | ------ |
| 2005 | 31e    |
| 2006 | 13e    |
| 2008 | 66e    |
| 2009 | 19e    |
| 2011 | 21e    |
| 2012 | 56e    |
| 2013 | 80e    |
| 2014 | 60e    |
| 2015 | 45e    |
| 2016 | 60e    |
| 2017 | 35e    |
| 2018 | 37e    |